# Robert Schröder (Mediziner)

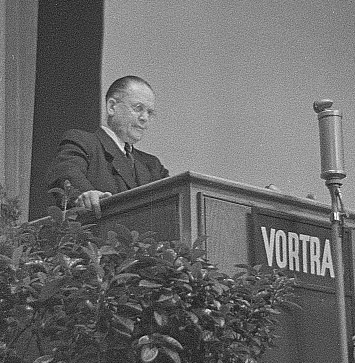
Porträt des referierenden Robert Schröder beim Gynäkologie-Kongress in Leipzig Mai/Juni 1950

Robert Schröder (* 3. August 1884 in Rostock; † 13. Oktober 1959 in Leipzig) war ein deutscher Gynäkologe, der insbesondere durch seine ab 1915 durchgeführten Studien über die Physiologie und Pathologie der Menstruation bekannt wurde.

## Leben
Nach dem Besuch des Gymnasiums in Rostock absolvierte Schröder, Sohn des Kapitäns, Kaufmanns und Fabrikbesitzers Robert Julius Schröder und Ehefrau Helmine, geb. Arppe, ab 1903 ein Studium der Medizin an den Universitäten Rostock, Freiburg und Berlin. Er wurde 1909 promoviert und arbeitete von 1910 bis 1911 am Institut für Pathologische Anatomie im Krankenhaus Köln-Lindenberg unter dem Pathologen Leonhard Jores. Anschließend absolvierte er seine Ausbildung bis 1922 an der Frauenklinik Rostock unter Otto Claudius Sarwey. Die durch Jores geweckte Vorliebe zur pathologischen Anatomie und Histologie lenkte ihn bald auf die Probleme der zyklischen Veränderung im Genitale der Frau und so entstanden in diesen Jahren seine klassischen histologischen Arbeiten über die Beziehung zwischen Ovar und Endometrium sowie die erste Auflage seines Lehrbuches für Gynäkologie. 1914 erfolgte die Ernennung zum Privatdozenten sowie zum Oberarzt. 1919 erfolgte die Ernennung zum außerplanmäßigen Professor. Im Jahre 1922 wurde er zum ordentlichen Professor für Geburtshilfe und Gynäkologie in Kiel als Nachfolger Walter Stoeckels berufen. Im Rahmen seiner Wirkungszeit wurden auch bauliche Veränderungen an der Kieler Frauenklinik vorgenommen. Die „septische Abteilung“ der Nordseite wurde 1922 fertiggestellt, und 1931 wurde eine Aufstockung des Mittelbaus zur Unterbringung der Hebammenschülerinnen erreicht. Ein Doktorand und Schüler war Harald Siebke.
Nach der Machtergreifung der Nationalsozialisten wurde er 1933 Mitglied der NSDAP. 1934 trat er dem NS-Ärztebund bei, 1935 dem NS-Dozentenbund. 1936 folgte er dem Ruf an die Universität Leipzig als Nachfolger Hugo Sellheims und wurde neben seiner Lehrtätigkeit Direktor der Universitätsfrauenklinik.
1937 wurde er zum Mitglied der Deutschen Akademie der Naturforscher Leopoldina gewählt.
Er blieb nach dem Zweiten Weltkrieg im Amt und wurde 1956 emeritiert. An Auszeichnungen erhielt er unter anderen 1949 den Nationalpreis der DDR. 1948 wurde er als ordentliches Mitglied in die Sächsische Akademie der Wissenschaften aufgenommen. Seit 1953 war er ordentliches Mitglied der Deutschen Akademie der Wissenschaften zu Berlin. Er war Ehrendoktor der Universitäten in Leipzig, Rostock und Freiburg im Breisgau.
Robert Schröders wissenschaftliche Erfolge hatten ihren Schwerpunkt in der funktionell-morphologischen Betrachtungsweise des Menstruationszyklus und dessen Störungen. Er ist Begründer einer umfassenden Lehre vom periodischen Geschehen im weiblichen Genitale, die seither zu den Grundlagen der theoretischen und praktischen Gynäkologie gehört. Seine Forschungsergebnisse fanden ihren Niederschlag in zahlreichen Arbeiten, Vorträgen, Referaten, monographischen Studien und Lehrbüchern. Weitere große Arbeitsgebiete, auf denen Robert Schröder zusammen mit seinen Schülern Grundlegendes geleistet hat, betreffen den vaginalen Fluor und die Gonorrhoe der Frau.